# Aristida migiurtina
Aristida migiurtina är en gräsart som beskrevs av Emilio Chiovenda. Aristida migiurtina ingår i släktet Aristida och familjen gräs.
Artens utbredningsområde är Somalia. Inga underarter finns listade i Catalogue of Life.